# Dasypeltis

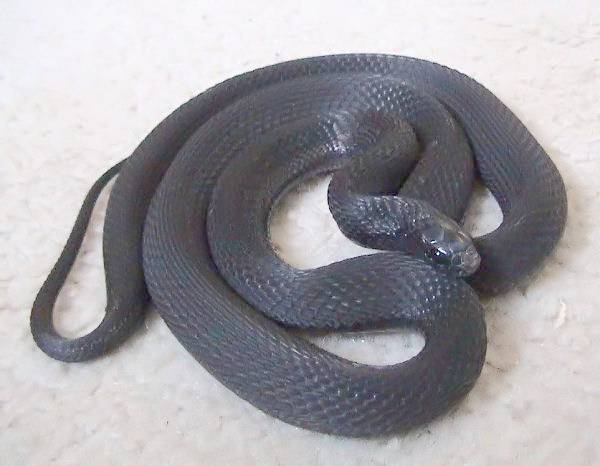
D. atra

Dasypeltis – rodzaj węży z podrodziny Colubrinae w rodzinie połozowatych (Colubridae).

## Zasięg występowania
Rodzaj obejmuje gatunki występujące w Arabii Saudyjskiej, Jemenie, Egipcie, Maroku, Saharze Zachodniej, Mauretanii, Gwinei, Gwinei Bissau, Senegalu, Gabonie, Burkina Faso, Nigrze, Kamerunie, Togo, Nigerii, Mali, Czadzie, Sierra Leone, Liberii, Wybrzeżu Kości Słoniowej, Ghanie, Beninie, Republice Środkowoafrykańskiej, Etiopii, Erytrei, Sudanie Południowym, Ugandzie, Kenii, Rwandzie, Burundi, Tanzanii, Demokratycznej Republice Konga, Kongu, Somalii, Dżibuti, Mozambiku, Zimbabwe, Zambii, Angoli, Eswatini, Lesotho, Południowej Afryce.

## Systematyka

### Etymologia
- Dasypeltis: gr. δασυς dasus „włochaty, kosmaty, chropowaty”[5]; πελτη peltē „mała tarcza bez obramowania” (tj. „łuska”)[6].
- Anodon: gr. negatywny przedrostek αν an „bez”[7]; οδους odous, οδοντος odontos „ząb”[8]. Gatunek typowy: Anodon typus Smith, 1828 (= Coluber scaber Linnaeus, 1758).

### Podział systematyczny
Do rodzaju należą następujące gatunki:
- Dasypeltis abyssina (A.M.C. Duméril, Bibron & A.H.A. Duméril, 1854)
- Dasypeltis arabica Bates & Broadley, 2018
- Dasypeltis atra Sternfeld(inne języki), 1912
- Dasypeltis bazi Saleh & Sarhan, 2016
- Dasypeltis confusa J. Trape & Mané, 2006
- Dasypeltis congolensis Trape, Mediannikov, Chirio & Chirio, 2021
- Dasypeltis crucifera Bates & Broadley, 2018
- Dasypeltis fasciata A. Smith, 1849
- Dasypeltis gansi J. Trape & Mané, 2006
- Dasypeltis inornata A. Smith, 1849
- Dasypeltis latericia J. Trape & Mané, 2006
- Dasypeltis loveridgei Mertens, 1954
- Dasypeltis medici (Bianconi, 1859)
- Dasypeltis palmarum (Leach, 1818)
- Dasypeltis parascabra S. Trape, Mediannikov & J. Trape, 2012
- Dasypeltis sahelensis J. Trape & Mané, 2006
- Dasypeltis scabra (Linnaeus, 1758) – jajożer[9]
- Dasypeltis taylori Bates & Broadley, 2018